# Huholt Skole
Huholt Skole er en tidligere folkeskole beliggende i Huholt ved Sønderborg, Danmark. Skolen blev opført i slutningen af 1800-tallet og har siden gennemgået flere strukturelle og funktionelle ændringer. Skolen fungerer i dag som en afdeling under Kløver-Skolen og anvendes til undervisning af elever med særlige behov.

## Historie
Huholt Skole blev opført i 1895 med det formål at etablere en lokal skole for børn fra Klinting og Huholt, der tidligere havde haft skolegang ved Ulkebøl Skole.
I 1975 blev elever fra 5. til 7. klasse overført til Ulkebøl Skole, hvilket medførte en ændring i skolens funktion til undervisning af yngre klassetrin. Senere blev Huholt Skole anvendt som en specialskole. Den er i dag en del af Kløver-Skolen og benyttes til undervisning af elever med følelsesmæssige og sociale vanskeligheder.